# Decepción (Thomas Mann)
Decepción es uno de los primeros cuentos de Thomas Mann. Fue escrito en 1896 y apareció por primera vez en 1898 en la antología de cuentos El pequeño señor Friedemann.

## Trama
El narrador observa a un extraño caballero en la Plaza de San Marcos en Venecia que parece estar ocupado todo el día "con buen y mal tiempo, mañanas y tardes, paseando de un lado a otro de la plaza de treinta a cincuenta veces, siempre solo y siempre con la mismo comportamiento extraño”: tiene los ojos en el suelo, se pierde en un monólogo, sólo de vez en cuando mira hacia arriba, sacude la cabeza y sonríe desconcertado ante la “belleza incomparablemente ligera y festiva” de la plaza.
Una tarde, cuando el narrador se ha sentado en una mesa en medio de la plaza y los turistas ya han desaparecido, el forastero se le acerca. Con una "extraña franqueza" pide unos minutos de atención, y a medida que la noche cae lentamente sobre Venecia y el aire se enfría gradualmente, comienza a hablar sobre la naturaleza de la decepción.
Creció en la casa de un pastor cuyo "optimismo académico" y "retórica de púlpito", con sus "grandes palabras para el bien y el mal, lo bello y lo feo" (que ahora "odia tan amargamente") son los culpables de su sufrimiento. Aquel lenguaje despertó en él expectativas, cuya intensidad eclipsó con creces la realidad "mediocre, poco interesante y aburrida" que vivió después. Incluso un gran sufrimiento y una gran felicidad le parecían rancios y decepcionantes en comparación con las promesas de las obras de los poetas.
- De niño, sobrevivió a duras penas a un incendio nocturno que redujo a escombros y cenizas toda la casa de su padre. Decepcionado, se preguntó a sí mismo: ¿No debería haber tenido un efecto mucho peor en él la experiencia traumática?
- El forastero, muy viajado, reaccionó desilusionado al contemplar el arte más sublime en los grandes museos del mundo: "¿No es más hermoso? ¿Eso es todo? "
- Incluso los fenómenos más peligrosos de la naturaleza, un profundo desfiladero en las montañas y la visión suicida de caer a las rugientes profundidades, lo dejaban frío: “Si esto pasara, me diría a mí mismo: ahora te estás cayendo, ahora es un hecho. ¿Qué es eso en realidad? "
- Una vez amó a una muchacha, pero no encontró amor a cambio. Sin embargo, el pensamiento: “¡Este es el gran dolor! ¡Ahora lo experimento! - ¿Qué es eso en realidad? "
- Cuando vio la vasta extensión del mar por primera vez, de ninguna manera le dio la liberación que había esperado. Porque “allí estaba el horizonte”, pero había esperado de la vida el infinito.

En la lucha contra tales decepciones, el desconocido había intentado una vez convertirse en poeta y unir su voz a "las grandes palabras" antes de que las reconociera como el lenguaje de "la cobardía y la mentira", de modo que "esta vanidad se derrumbó". Solo su "pasatiempo favorito, mirar el cielo estrellado por la noche" ha permanecido con él, como la mejor manera de abstenerse de la existencia terrenal limitada y decepcionante y soñar con una vida liberada. "Sueño con eso y espero la muerte. En vista de esta última experiencia, sin embargo, el extraño tampoco se hace ilusiones: "¡Oh, ya lo sé tan bien, muerte, esta última decepción! "

## Sobre la fisionomía de la decepción
Aunque este esbozo en prosa es breve, el autor pone al lector a prueba. Aparte de la entrada en materia filosófica, Thomas Mann no deja que nadie, excepto el desconocido, tenga la palabra. En relación con el trasfondo filosófico del boceto en prosa, Vaget se refiere a los "rasgos de Nietzsche" que Thomas Mann "también le dio externamente al extraño que buscaba una conversación en la Plaza de San Marcos". Friedrich Nietzsche era hijo de un pastor y vivía en Venecia. El extraño sostiene un bastón "con ambas manos a la espalda". Al hojear la crónica de Benders y Oettermann no hay tal imagen. De los filósofos, sin embargo, Thomas Mann también admiró a Arthur Schopenhauer. Hay una xilografía en la que se inmortaliza a Schopenhauer con su caniche. El filósofo sostiene un bastón detrás de su espalda, pero solo con su mano izquierda. El gran pensador sostiene su barbilla con su mano derecha. Aunque Schopenhauer estuvo en Venecia, no es hijo de pastor. El rostro bien afeitado en el boceto en prosa de Thomas Mann es confuso. Falta el bigote de Nietzsche. Hay fotos de Nietzsche con la cara bien afeitada. El más joven probablemente se tomó en septiembre de 1864. Pero el filósofo tenía entonces sólo 20 años. Sin embargo, Thomas Mann describe a un desconocido de 30 a 50 años. La "sonrisa estúpida" no se aplica a Schopenhauer, en realidad tampoco a Nietzsche. Nietzsche, después de su loco colapso en 1889, miraba embotado con ojos ciegos.

## Sobre la filosofía de la decepción

### Schopenhauer
- El extraño de Thomas Mann simplemente perdió el camino correcto. “Porque si alguno busca algo de manera equivocada; por eso uno ha dejado el derecho y nunca logrará al final otra cosa que una decepción tardía”, escribe Schopenhauer.[7]
- Aparte del hecho de que el extraño probablemente no alcanzó el placer con su muchacha, él y nosotros podemos incluso aprender algo sobre la sexualidad del empedernido soltero Schopenhauer. Después de que finalmente se haya logrado el disfrute, cada amante experimentará una maravillosa decepción y se sorprenderá de que lo que deseaba con tanto anhelo ya no rinde nada.[8]
- Entonces el extraño no tiene que estar enojado en absoluto, ni siquiera por el hecho de que no tuvo suerte. Todo esto es bastante normal. "La vida, con sus adversidades horarias, diarias, semanales y anuales, pequeñas, grandes y más grandes, con sus esperanzas frustradas y sus accidentes que frustran todo cálculo, lleva tan claramente el sello de algo que se estropeará, que es difícil de comprender cómo se pudo haber juzgado mal esto y haberse dejado persuadir de que está ahí para ser disfrutado con gratitud y el hombre para ser feliz.[9]
- Queda un consuelo después de leer a Schopenhauer. La decepción es parte de la vida. "Por lo tanto, más de una gran cabeza ha tenido que arrastrarse jadeando por la vida, sin reconocimiento, sin recompensa, sin recompensa, hasta que finalmente, después de su muerte, el mundo se decepcionó de él y él de ellos.[10]

### Nietzsche
- Parece que el extraño, que “tiene que vivir así sin coraje ni confianza, negando, dudando, mordiendo, insatisfecho, a medias esperanzado, en esperada decepción, grita: “¡A ningún perro le gustaría vivir así por más tiempo! "[11]
- En Thomas Mann, el extraño es desafortunado, porque la muchacha no lo ama. Pero Nietzsche observó que también hay relaciones entre hombre y mujer en las que el observador siente pena por la mujer. "¿Lo que, a pesar de todo el miedo, hace sentir lástima para con este peligroso y hermoso gato "Mujer", es que parece más sufriente, vulnerable, necesitado de amor y condenado a la decepción que cualquier animal.[12]
- Nietzsche coincide con Schopenhauer en que el desconocido ha hecho algo mal en la vida. “Probablemente todos nos hemos sentado en mesas a las que no pertenecíamos, y solo los más espirituales de nosotros, que somos los más difíciles de alimentar, conocemos esa peligrosa dispepsia que surge de una percepción repentina y una decepción por nuestra comida y la proximidad de la mesa: el asco del postre.[13]

## Decepción y lenguaje
Se ha señalado que "el inicio de la carrera de Mann coincide con la época en que los escritores y filósofos cuestionaban seriamente las posibilidades y los efectos del lenguaje, un cuestionamiento que alcanzó su clímax en 1902 con la publicación de Chandos-Brief de Hugo von Hofmannsthal y Beiträge zu einer Kritik der Sprache de Fritz Mauthner.
En 1894 Hofmannsthal publicó su drama Der Tor und der Tod, un pasaje del mismo puede ser visto como precursor de las reflexiones del desconocido sobre la lengua en Decepción:

Wie auf der Bühn ein schlechter Komödiant –

Aufs Stichwort kommt er, redt sein Teil und geht

Gleichgültig gegen alles andre, stumpf,

Vom Klang der eignen Stimme ungerührt

Und hohlen Tones andre rührend nicht:

So über diese Lebensbühne hin

Bin ich gegangen ohne Kraft und Wert.

Warum geschah mir das? Warum, du Tod,

Mußt du mich lehren erst das Leben sehen,

Nicht wie durch einen Schleier, wach und ganz,

Da etwas weckend, so vorübergehen?

Warum bemächtigt sich des Kindersinns

So hohe Ahnung von den Lebensdingen,

Daß dann die Dinge, wenn sie wirklich sind,

Nur schale Schauer des Erinnerns bringen?
Como un mal comediante en el escenario -

En el momento justo llega, dice su parte y se va.

Indiferente a todo lo demás, aburrido,

Insensible al sonido de su propia voz

Y tonos huecos que no tocan a otros:

Así que en esta etapa de la vida

Me fui sin fuerza y sin valor.

¿Por qué me ha ocurrido esto a mi? ¿Por qué, tu muerte?

¿Tienes que enseñarme a ver la vida primero?

No como a través de un velo, despierto y completo,

¿Algo despertándose, pasando así?

¿Por qué se apodera de la mente del niño?

Tan alta noción de las cosas de la vida,

Que entonces las cosas, si son reales,

¿Traen sólo insípidos estremecimientos de la memoria?

Éstas preguntas de Hugo von Hofmannsthal preocuparon a toda una generación. La decepción por la vida banal y empresarial y el miedo a los conflictos sociales emergentes conmovieron a los jóvenes miembros de una clase media educada, cuyos valores comenzaban a perder su poder para moldear la sociedad. La expectativa de lo extraordinario suscitada por el arte es defraudada tan fundamentalmente por la vida, la primera decepción en la vida protege contra todas las pequeñas decepciones, en última instancia incluso contra el miedo a la muerte. La descripción del problema, la conversación entre el narrador y el extraño caballero, mantiene los opuestos en un equilibrio: la armonía en el narrador entre el arte y la vida, equilibra la desarmonía que siente el desconocido. La incertidumbre del narrador sobre si puede describir adecuadamente el efecto de su experiencia corresponde a las preguntas retóricas del extraño caballero, que también indican incertidumbre (tanto hacia sus propios sentimientos como hacia el oyente). El narrador es un observador, el extraño caballero no puede dejar de observarse constantemente a sí mismo. El narrador admira el cielo nocturno y el extraño caballero finalmente termina contemplando el cielo estrellado, notoriamente un espectáculo sublime que combina la aniquilación del yo insatisfecho y contemplativo con la belleza eterna, acabando así con la incertidumbre de la introspección. De este modo, el arte suprime la oposición entre el arte y la vida al representarla.
Dice Noble al respecto: "Romper y trascender la conciencia ingenua y el sentido seguro de la realidad de los siglos anteriores no solo ha hecho del vertiginoso sentido de la existencia el tema tantas veces repetido de la literatura, sino también un escepticismo lingüístico concomitante sobre la expresividad del lenguaje tradicional, la reflexión sobre la discrepancia entre la lengua y la realidad"

## Ediciones
- Thomas Mann: Der kleine Herr Friedemann und andere Novellen. S. Fischer, Berlin 1909. 171 Seiten, Inhalt: Der Wille zum Glück / Enttäuschung / Der Bajazzo / Tobias Mindernickel / Luischen / Die Hungernden / Das Eisenbahnunglück.
- Thomas Mann: Ausgewählte Erzählungen. Bermann-Fischer, Stockholm 1948. 6.–12. Auflage, 860 Seiten. Dünndruck, Leinen (Stockholmer Gesamtausgabe). Inhalt: Der kleine Herr Friedemann / Enttäuschung / Tristan / Tobias Mindernickel / Tonio Kröger / Der Weg zum Friedhof / Herr und Hund / Der Kleiderschrank / Bekenntnisse des Hochstaplers Felix Krull / Der Tod in Venedig / Beim Propheten / Unordnung und frühes Leid / Schwere Stunde / Mario und der Zauberer / Das Wunderkind / Die vertauschten Köpfe / Das Gesetz.
- Thomas Mann: Sämtliche Erzählungen. Band 1. Fischer-Taschenbuch-Verlag, Frankfurt 1987, ISBN 3-10-348115-2, S. 95–101
- Thomas Mann: Cuentos completos I, Debolsillo, 2022, ISBN 9788466355759

## Adaptaciones
La letra inspiró al dúo de productores y compositores Leiber/Stoller a escribir la canción Is That All There Is?, que grabaron en 1969 con la cantante Peggy Lee.

## Literatura
- Hermann Kurzke: Thomas Mann. Das Leben als Kunstwerk. Fischer-Taschenbuch-Verlag, Frankfurt 2001, ISBN 3-596-14872-3
- Barbara Neymeyr: Der Traum von einem Leben ohne Horizont. Zum Verhältnis zwischen Realitätserfahrung und Sprachskepsis in Thomas Manns Erzählung Enttäuschung. In: Deutsche Vierteljahrsschrift für Literaturwissenschaft und Geistesgeschichte 71 (1997), p. 217–244.
- Andrea Rudolph: Zum Modernitätsproblem in ausgewählten Erzählungen Thomas Manns, Stuttgart 1992.
- Hans R. Vaget in: Helmut Koopmann (Hrsg.): Thomas-Mann-Handbuch. Kröner, Stuttgart 2001, ISBN 3-520-82803-0